# Leather Stocking
Leather Stocking (deutsch: Lederstrumpf) ist ein US-amerikanisches Filmdrama des Regisseurs David Wark Griffith aus dem Jahr 1909. Das Drehbuch schrieb Stanner E. V. Taylor, nach Motiven aus dem 1826 erschienenen Roman Der letzte Mohikaner des US-amerikanischen Schriftstellers James Fenimore Cooper. Der Stummfilm ist eine Produktion der American Mutoscope and Biograph Company.

## Handlung
Das Drehbuch ist eine freie Adaption von Der letzte Mohikaner, einem 1826 veröffentlichten Band aus dem Romanzyklus Lederstrumpf des US-amerikanischen Schriftstellers James Fenimore Cooper. In ihrer Werbung für den Film gibt die Biograph Company an, dass keine Nähe zur Handlung des Romans, sondern eine lebendige Hommage an Coopers Werk angestrebt wurde.
Der Colonel begibt sich in Begleitung seiner beiden Nichten, eines Scout und geführt von dem vermeintlich vertrauenswürdigen Indianer Big Serpent auf die Reise nach Fort George. Doch Big Serpent sieht in der Reise die Möglichkeit, einen lange gehegten Plan der Rache an den Weißen zu verwirklichen. Dazu hat er am Verlauf des Weges Komplizen postiert, die auf seine Aufforderung zum Angriff warten. An einem Bach macht die Reisegesellschaft Rast und der Scout führt die Pferde in den Schatten. Derweil beobachten Leather Stocking und Uncas die Ankunft der Reisenden und sind besorgt, weil sie von Big Serpent angeführt werden. Ihre Sorge, dass Big Serpent ein falsches Spiel spielen könnte, erfüllt sich schnell. Der Scout kommt aus dem Wald und berichtet, dass er überfallen worden ist und alle Pferde getötet wurden.
Leather Stocking und Uncas bieten sich als neue Führer an, doch nach kurzer Zeit werden sie von einer Übermacht von Indianern überfallen. Die Gruppe zieht sich hinter einen Palisadenzaun zurück und verteidigt sich gegen die weiter angreifenden Indianer, doch bald geht ihnen die Munition aus. Leather Stocking stürzt sich mit einem Fell getarnt in einen reißenden Fluss hinter der Verteidigungsstellung, da er annimmt, dass die Angreifer für ein vermeintliches Stück Wild keine kostbare Munition verschwenden werden. Der Plan gelingt, Leather Stocking kann einen Verfolger im Kampf töten und das Fort alarmieren. Die Retter kommen keinen Augenblick zu früh, denn die Indianer haben die Palisaden durchbrochen und die Verteidiger überwältigt, gefesselt und Scheiterhaufen für ihre Verbrennung aufgerichtet.
Die Verstärkung kann die Indianer rasch besiegen und die Gefangenen befreien. Uncas begleitet die Reisegesellschaft bis zu einem Hügel, auf dem er sich verabschiedet und als der letzte Mohikaner zurückbleibt.

## Produktionsnotizen
Die Außenaufnahmen entstanden in dem Weiler Cuddebackville in Deerpark, Orange County im Bundesstaat New York. Cuddebackville war von D. W. Griffith selbst auf der Suche nach geeigneten Drehorten entdeckt worden. Noch Jahrzehnte später nannte er Cuddebackville die perfekte Location für die Szenen aus Leather Stocking, der Film sei nun vergessen, aber niemand aus der Crew könne jemals Cuddebackville vergessen. Als Griffith beim Management der Biograph Company die Außenaufnahmen in Cuddebackville beantragte wurde er abgewiesen: Go up above Harlem. Griffith bezahlte die Reisekosten für die ganze Filmcrew selbst, wohl wissend dass er sie niemals erstattet bekäme.
Die Schlussszene enthält ein bemerkenswertes und innovatives Detail, das Abblenden. Griffith wollte von seinem Kameramann Billy Bitzer, dass die Einstellung des Liebespaares nicht abrupt endet, sondern langsam verschwindet, um beim Zuschauer einen nachhaltigen Eindruck zu hinterlassen. Wie bei vielen anderen Gelegenheiten diskutierten Griffith und Bitzer das Problem und entschlossen sich, während der Aufnahme langsam eine Abdeckung über die Linse der Kamera zu schieben. Sie verwendeten einen Schuhkarton und deckten die Linse mit einem Stück Gaze ab, um das Ausblenden und das Weichzeichnen in die Filmtechnik einzuführen.
Leather Stocking hat eine Länge von 996 Fuß und wurde als One-Reeler auf 35-mm-Film veröffentlicht. Der Film wurde am 29. September 1909 beim United States Copyright Office registriert und kam bereits am 27. September 1909 in die Kinos.

## Kritik
The Moving Picture World veröffentlichte in ihrer Ausgabe vom 9. Oktober 1909 eine kurze Rezension. Die Figuren aus James Fenimore Coppers Der letzte Mohikaner seien für die Leser des Romans ebenso wie die Grundzüge der Handlung wiederzuerkennen. Die übrigen Zuschauer sehen eine rasche Abfolge dramatischer Szenen, die jeweils die Handlung fortentwickeln. Die dramatische Flucht Leather Stockings aus der Belagerung banne die Zuschauer und die Vorbereitungen zur Ermordung der Gefangenen ließe ihnen das Blut in den Adern gefrieren. Der Film hinterlasse den Eindruck, einen wahrhaftigen Ausschnitt aus dem Leben der Indianer gezeigt zu haben. Die Adaption eines Romans durch eine Gesellschaft wie die Biograph Company verdiene größte Aufmerksamkeit.
Das Branchenblatt Variety bezeichnete die Flucht Leather Stockings durch die Stromschnellen als eine der besten Filmszenen seit langer Zeit.